# Dominique Pandor
Pour les articles homonymes, voir Pandor.
Dominique Pandor est un footballeur français international martiniquais né le 15 mai 1993 à La Trinité en Martinique. Il évolue au poste de milieu offensif.

## Biographie
Issu du centre de formation de l'AS Monaco, Dominique Pandor remporte la Coupe Gambardella en 2011.
Le 3 août 2017, il signe un contrat d'une saison avec le Stade lavallois.
À la fin du mois de janvier 2019, après six mois sans jouer dans un club, il s'engage avec le Club sportif Sedan Ardennes, évoluant en National 2. Après la fin de la saison, il est mis à l'essai par le Gazélec Ajaccio au mois de juillet 2019. Cependant, il ne signe pas de contrat dans l'immédiat et attend finalement le mois de décembre pour s'engager avec les corses.

### Parcours international
Ancien international français U18, Pandor dispute son premier match international avec la Martinique le 12 novembre 2014 contre la Jamaïque lors de la Coupe caribéenne des nations.

## Statistiques
| Saison                | Club                     | Championnat           | Championnat | Championnat | Coupe nationale | Coupe nationale | Coupe de la Ligue | Coupe de la Ligue | Compétition(s) continentale(s) | Compétition(s) continentale(s) | Compétition(s) continentale(s) | Total | Total |
| Saison                | Club                     | Division              | M.          | B.          | M.              | B.              | M.                | B.                | Comp.                          | M.                             | B.                             | M.    | B.    |
| 2013-2014             | Stade brestois 29 (prêt) | Ligue 2               | 19          | 1           | 2               | 0               | 1                 | 0                 | -                              | -                              | -                              | 22    | 1     |
| 2014-2015             | AS Monaco                | Ligue 1               | -           | -           | -               | -               | -                 | -                 | C1                             | -                              | -                              | 0     | 0     |
| Sous-total            | Sous-total               | Sous-total            | 19          | 1           | 2               | 0               | 1                 | 0                 | -                              | -                              | -                              | 22    | 1     |
| 2015-2016             | US Boulogne CO           | National              | 22          | 1           | 4               | 1               | -                 | -                 | -                              | -                              | -                              | 26    | 2     |
| Sous-total            | Sous-total               | Sous-total            | 22          | 1           | 4               | 1               | -                 | -                 | -                              | -                              | -                              | 26    | 2     |
| 2016-2017             | CA Bastia                | National              | 34          | 7           | 4               | 0               | -                 | -                 | -                              | -                              | -                              | 38    | 7     |
| Sous-total            | Sous-total               | Sous-total            | 34          | 7           | 4               | 0               | -                 | -                 | -                              | -                              | -                              | 38    | 7     |
| 2017-2018             | Stade lavallois          | National              | 20          | 3           | 3               | 1               | -                 | -                 | -                              | -                              | -                              | 23    | 4     |
| Sous-total            | Sous-total               | Sous-total            | 20          | 3           | 3               | 1               | -                 | -                 | -                              | -                              | -                              | 23    | 4     |
| 2018-2019             | CS Sedan-Ardennes        | National              | 14          | 1           | 0               | 0               | -                 | -                 | -                              | -                              | -                              | 14    | 1     |
| Sous-total            | Sous-total               | Sous-total            | 14          | 1           | 0               | 0               | -                 | -                 | -                              | -                              | -                              | 14    | 1     |
| 2019-2020             | Gazélec Ajaccio          | National              | 10          | 0           | 0               | 0               | 0                 | 0                 | -                              | -                              | -                              | 10    | 0     |
| Sous-total            | Sous-total               | Sous-total            | 10          | 0           | 0               | 0               | 0                 | 0                 | -                              | -                              | -                              | 10    | 0     |
| 2020-2021             | Les Herbiers VF          | National 2            | 0           | 0           | 0               | 0               | -                 | -                 | -                              | -                              | -                              | 0     | 0     |
| Sous-total            | Sous-total               | Sous-total            | 0           | 0           | 0               | 0               | -                 | -                 | -                              | -                              | -                              | 0     | 0     |
| Total sur la carrière | Total sur la carrière    | Total sur la carrière | 119         | 13          | 13              | 2               | 1                 | 0                 | -                              | 0                              | 0                              | 133   | 15    |